# Przemysław Frankowski
Przemysław Adam Frankowski (Gdańsk, 12 april 1995) is een Pools voetballer die doorgaans speelt als middenvelder. In juli 2025 verruilde hij RC Lens voor Galatasaray. Frankowski maakte in 2018 zijn debuut in het Pools voetbalelftal.

## Clubcarrière

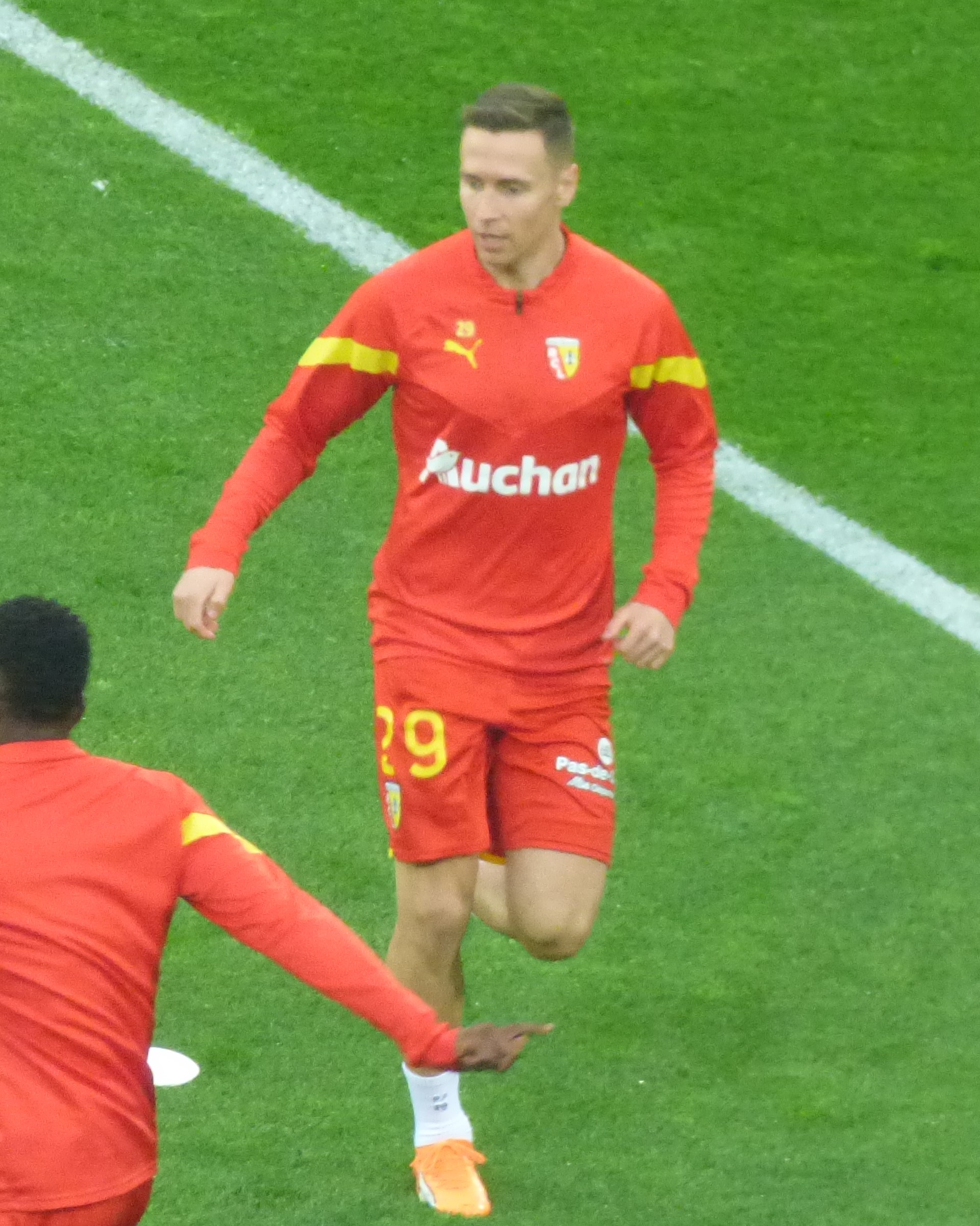
Frankowski in 2023 tijdens een training

Frankowski speelde in de jeugd van Lechia Gdańsk en brak in het seizoen 2012/13 door in het eerste elftal. Zijn eerste treffer in het eerste elftal maakte hij op 27 april 2013, tegen Podbeskidzie Bielsko-Biała. Tomasz Górkiewicz en Damian Chmiel kwamen namens die club tot scoren, waarna Frankowski in de zevenenzeventigste minuut tekende voor de aansluitingstreffer. Hierbij zou het ook blijven: 1–2. Na twee seizoenen bij Lechia werd hij overgenomen door Jagiellonia Białystok. De middenvelder tekende voor drie jaar bij zijn nieuwe club. Namens deze club zou hij zijn debuut maken in de UEFA Europa League.
In januari 2019 werd Frankowski voor circa anderhalf miljoen euro overgenomen door Chicago Fire, waar hij zijn handtekening zette onder een verbintenis voor de duur van vier seizoenen. Hij zou uiteindelijk tweeënhalf jaar uitkomen in Chicago, alvorens hij voor een bedrag van circa 2,3 miljoen euro overgenomen werd door RC Lens in augustus 2021. In Frankrijk tekende hij voor vijf jaar. In de zomer van 2023 werd de verbintenis van Frankowski opengebroken en met twee seizoenen verlengd.
De Pool werd in februari 2025 voor een half jaar gehuurd door Galatasaray, dat tevens een verplichte optie tot koop aanging. Na zijn definitieve overgang besloot Galatasaray hem direct te verhuren; Stade Rennais nam de Pool op huurbasis over, met een optie tot koop van circa tien miljoen euro.

## Clubstatistieken
| Seizoen | Club                  | Competitie  | Competitie | Competitie | Beker | Beker | Internationaal | Internationaal | Totaal | Totaal |
| Seizoen | Club                  | Competitie  | Wed.       | Dlp.       | Wed.  | Dlp.  | Wed.           | Dlp.           | Wed.   | Dlp.   |
| ------- | --------------------- | ----------- | ---------- | ---------- | ----- | ----- | -------------- | -------------- | ------ | ------ |
| 2012/13 | Lechia Gdańsk         | Ekstraklasa | 8          | 1          | 0     | 0     | —              | —              | 8      | 1      |
| 2013/14 | Lechia Gdańsk         | Ekstraklasa | 33         | 1          | 3     | 0     | —              | —              | 36     | 1      |
| 2014/15 | Jagiellonia Białystok | Ekstraklasa | 28         | 3          | 2     | 0     | —              | —              | 30     | 3      |
| 2015/16 | Jagiellonia Białystok | Ekstraklasa | 31         | 6          | 2     | 1     | 3              | 3              | 36     | 10     |
| 2016/17 | Jagiellonia Białystok | Ekstraklasa | 35         | 8          | 1     | 0     | —              | —              | 36     | 8      |
| 2017/18 | Jagiellonia Białystok | Ekstraklasa | 31         | 4          | 0     | 0     | 0              | 0              | 31     | 4      |
| 2018/19 | Jagiellonia Białystok | Ekstraklasa | 15         | 3          | 3     | 0     | 4              | 0              | 22     | 3      |
| 2019    | Chicago Fire          | MLS         | 31         | 5          | 0     | 0     | 1              | 0              | 32     | 5      |
| 2020    | Chicago Fire          | MLS         | 19         | 3          | 0     | 0     | —              | —              | 19     | 3      |
| 2021    | Chicago Fire          | MLS         | 13         | 2          | 0     | 0     | —              | —              | 13     | 2      |
| 2021/22 | RC Lens               | Ligue 1     | 37         | 6          | 3     | 0     | —              | —              | 40     | 6      |
| 2022/23 | RC Lens               | Ligue 1     | 37         | 5          | 4     | 0     | —              | —              | 41     | 5      |
| 2023/24 | RC Lens               | Ligue 1     | 30         | 3          | 1     | 0     | 8              | 1              | 39     | 4      |
| 2024/25 | RC Lens               | Ligue 1     | 18         | 4          | 1     | 0     | 2              | 1              | 21     | 5      |
| 2024/25 | → Galatasaray         | Süper Lig   | 12         | 0          | 3     | 0     | 0              | 0              | 15     | 0      |
| 2025/26 | Galatasaray           | Süper Lig   | —          | —          | —     | —     | —              | —              | —      | —      |
| 2025/26 | → Stade Rennais       | Ligue 1     | 0          | 0          | 0     | 0     | —              | —              | 0      | 0      |
| Totaal  | Totaal                | Totaal      | 378        | 54         | 23    | 2     | 18             | 5              | 419    | 61     |

Bijgewerkt op 6 augustus 2025.

## Interlandcarrière

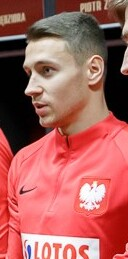
Frankowski met Polen in 2019

Frankowski maakte op 23 maart 2018 zijn debuut in het Pools voetbalelftal, toen met 0–1 verloren werd van Nigeria door een goal van Victor Moses. Hij mocht van bondscoach Adam Nawałka als basisspeler aan het duel beginnen en hij werd vier minuten voor tijd gewisseld ten faveure van Tomasz Kędziora. De andere debutanten dit duel waren Bartosz Białkowski (Ipswich Town) en Dawid Kownacki (Sampdoria). Frankowski maakte op 13 oktober 2019 zijn eerste interlandgoal. Hij zorgde toen, nadat hij zestien minuten voor tijd was ingevallen voor Kamil Grosicki, voor de 1–0 in een met 2–0 gewonnen kwalificatiewedstrijd voor het EK 2020 tegen Noord-Macedonië. Het tweede doelpunt kwam op naam van Arkadiusz Milik. Frankowski werd in mei 2021, na een afwezigheid van anderhalf jaar in de nationale ploeg, door bondscoach Paulo Sousa opgenomen in de selectie voor het uitgestelde EK 2020. Op dit toernooi werd Polen uitgeschakeld in de groepsfase, na nederlagen tegen Slowakije (1–2) en Zweden (3–2) en een gelijkspel tegen Spanje (1–1). Frankowski speelde in alle drie wedstrijden mee.
In oktober 2022 werd Frankowski door bondscoach Czesław Michniewicz opgenomen in de Poolse voorselectie voor het WK 2022. Drie weken later werd hij ook opgenomen in de definitieve selectie. Tijdens dit WK werd Polen door Frankrijk uitgeschakeld in de achtste finales nadat in de groepsfase was gelijkgespeeld tegen Mexico, gewonnen van Saoedi-Arabië en verloren van Argentinië. Frankowski kwam in alle vier duels in actie. Zijn toenmalige clubgenoten Loïs Openda (België) en Salis Abdul Samed (Ghana) waren ook actief op het toernooi.
Frankowski werd in mei 2024 door bondscoach Michał Probierz opgenomen in de voorselectie van Polen voor het EK 2024 in Duisland. Een week later was hij ook een onderdeel van de definitieve selectie. Polen werd in de groepsfase uitgeschakeld na nederlagen tegen Nederland (1–2) en Oostenrijk (1–3) en een gelijkspel tegen Frankrijk (1–1). Frankowski kwam op het EK in alle duels in actie. Zijn toenmalige clubgenoten Kevin Danso (Zwitserland) en Brice Samba (Frankrijk) waren ook actief op het toernooi.
| Interlands van Przemysław Frankowski voor Polen | Interlands van Przemysław Frankowski voor Polen | Interlands van Przemysław Frankowski voor Polen | Interlands van Przemysław Frankowski voor Polen | Interlands van Przemysław Frankowski voor Polen | Interlands van Przemysław Frankowski voor Polen |
| №                                               | Datum                                           | Wedstrijd                                       | Uitslag                                         | Competitie                                      | Goals                                           |
| Als speler bij Jagiellonia Białystok            | Als speler bij Jagiellonia Białystok            | Als speler bij Jagiellonia Białystok            | Als speler bij Jagiellonia Białystok            | Als speler bij Jagiellonia Białystok            | Als speler bij Jagiellonia Białystok            |
| ----------------------------------------------- | ----------------------------------------------- | ----------------------------------------------- | ----------------------------------------------- | ----------------------------------------------- | ----------------------------------------------- |
| 1                                               | 23 maart 2018                                   | Polen – Nigeria                                 | 0 – 1                                           | Vriendschappelijk                               |                                                 |
| 2                                               | 11 september 2018                               | Polen – Ierland                                 | 1 – 1                                           | Vriendschappelijk                               |                                                 |
| 3                                               | 15 november 2018                                | Polen – Tsjechië                                | 0 – 1                                           | Vriendschappelijk                               |                                                 |
| 4                                               | 29 november 2018                                | Portugal – Polen                                | 1 – 1                                           | Nations League 2018/19                          |                                                 |
| Als speler bij Chicago Fire                     |                                                 |                                                 |                                                 |                                                 |                                                 |
| 5                                               | 21 maart 2019                                   | Oostenrijk – Polen                              | 0 – 1                                           | EK 2020 kwalificatie                            |                                                 |
| 6                                               | 24 maart 2019                                   | Polen – Letland                                 | 2 – 0                                           | EK 2020 kwalificatie                            |                                                 |
| 7                                               | 7 juni 2019                                     | Noord-Macedonië – Polen                         | 0 – 1                                           | EK 2020 kwalificatie                            |                                                 |
| 8                                               | 10 oktober 2019                                 | Letland – Polen                                 | 0 – 3                                           | EK 2020 kwalificatie                            |                                                 |
| 9                                               | 13 oktober 2019                                 | Polen – Noord-Macedonië                         | 2 – 0                                           | EK 2020 kwalificatie                            | 74'                                             |
| 10                                              | 16 november 2019                                | Israël – Polen                                  | 1 – 2                                           | EK 2020 kwalificatie                            |                                                 |
| 11                                              | 1 juni 2021                                     | Polen – Rusland                                 | 1 – 1                                           | Vriendschappelijk                               |                                                 |
| 12                                              | 8 juni 2021                                     | Polen – IJsland                                 | 2 – 2                                           | Vriendschappelijk                               |                                                 |
| 13                                              | 14 juni 2021                                    | Polen – Slowakije                               | 1 – 2                                           | EK 2020                                         |                                                 |
| 14                                              | 19 juni 2021                                    | Spanje – Polen                                  | 1 – 1                                           | EK 2020                                         |                                                 |
| 15                                              | 23 juni 2021                                    | Zweden – Polen                                  | 3 – 2                                           | EK 2020                                         |                                                 |
| Als speler bij RC Lens                          |                                                 |                                                 |                                                 |                                                 |                                                 |
| 16                                              | 2 september 2021                                | Polen – Albanië                                 | 4 – 1                                           | WK 2022 kwalificatie                            |                                                 |
| 17                                              | 5 september 2021                                | San Marino – Polen                              | 1 – 7                                           | WK 2022 kwalificatie                            |                                                 |
| 18                                              | 8 september 2021                                | Polen – Engeland                                | 1 – 1                                           | WK 2022 kwalificatie                            |                                                 |
| 19                                              | 9 oktober 2021                                  | Polen – San Marino                              | 5 – 0                                           | WK 2022 kwalificatie                            |                                                 |
| 20                                              | 12 oktober 2021                                 | Albanië – Polen                                 | 0 – 1                                           | WK 2022 kwalificatie                            |                                                 |
| 21                                              | 12 november 2021                                | Andorra – Polen                                 | 1 – 4                                           | WK 2022 kwalificatie                            |                                                 |
| 22                                              | 15 november 2021                                | Polen – Hongarije                               | 1 – 2                                           | WK 2022 kwalificatie                            |                                                 |
| 23                                              | 11 juni 2022                                    | Nederland – Polen                               | 2 – 2                                           | Nations League 2022/23                          |                                                 |
| 24                                              | 14 juni 2022                                    | Polen – België                                  | 0 – 1                                           | Nations League 2022/23                          |                                                 |
| 25                                              | 22 september 2022                               | Polen – Nederland                               | 0 – 2                                           | Nations League 2022/23                          |                                                 |
| 26                                              | 16 november 2022                                | Polen – Chili                                   | 1 – 0                                           | Vriendschappelijk                               |                                                 |
| 27                                              | 22 november 2022                                | Mexico – Polen                                  | 0 – 0                                           | WK 2022                                         |                                                 |
| 28                                              | 26 november 2022                                | Polen – Saoedi-Arabië                           | 2 – 0                                           | WK 2022                                         |                                                 |
| 29                                              | 30 november 2022                                | Polen – Argentinië                              | 0 – 2                                           | WK 2022                                         |                                                 |
| 30                                              | 4 december 2022                                 | Frankrijk – Polen                               | 3 – 1                                           | WK 2022                                         |                                                 |
| 31                                              | 24 maart 2023                                   | Tsjechië – Polen                                | 3 – 1                                           | EK 2024 kwalificatie                            |                                                 |
| 32                                              | 27 maart 2023                                   | Polen – Albanië                                 | 1 – 0                                           | EK 2024 kwalificatie                            |                                                 |
| 33                                              | 16 juni 2023                                    | Polen – Duitsland                               | 1 – 0                                           | Vriendschappelijk                               |                                                 |
| 34                                              | 20 juni 2023                                    | Moldavië – Polen                                | 3 – 2                                           | EK 2024 kwalificatie                            |                                                 |
| 35                                              | 12 oktober 2023                                 | Faeröer – Polen                                 | 0 – 2                                           | EK 2024 kwalificatie                            |                                                 |
| 36                                              | 15 oktober 2023                                 | Polen – Moldavië                                | 1 – 1                                           | EK 2024 kwalificatie                            |                                                 |
| 37                                              | 17 november 2023                                | Polen – Tsjechië                                | 1 – 1                                           | EK 2024 kwalificatie                            |                                                 |
| 38                                              | 21 november 2023                                | Polen – Letland                                 | 2 – 0                                           | Vriendschappelijk                               | 7'                                              |
| 39                                              | 21 maart 2024                                   | Polen – Estland                                 | 5 – 1                                           | EK 2024 kwalificatie                            | 22'                                             |
| 40                                              | 26 maart 2024                                   | Wales – Polen                                   | 0 – 0 (4 – 5 n.s.)                              | EK 2024 kwalificatie                            |                                                 |
| 41                                              | 10 juni 2024                                    | Polen – Turkije                                 | 2 – 1                                           | Vriendschappelijk                               |                                                 |
| 42                                              | 16 juni 2024                                    | Polen – Nederland                               | 1 – 2                                           | EK 2024                                         |                                                 |
| 43                                              | 21 juni 2024                                    | Polen – Oostenrijk                              | 1 – 3                                           | EK 2024                                         |                                                 |
| 44                                              | 25 juni 2024                                    | Frankrijk – Polen                               | 1 – 1                                           | EK 2024                                         |                                                 |
| 45                                              | 5 september 2024                                | Schotland – Polen                               | 2 – 3                                           | Nations League 2024/25                          |                                                 |
| 46                                              | 8 september 2024                                | Kroatië – Polen                                 | 1 – 0                                           | Nations League 2024/25                          |                                                 |
| 47                                              | 12 oktober 2024                                 | Polen – Portugal                                | 1 – 3                                           | Nations League 2024/25                          |                                                 |
| Als speler bij Galatasaray                      |                                                 |                                                 |                                                 |                                                 |                                                 |
| 48                                              | 21 maart 2025                                   | Polen – Litouwen                                | 1 – 0                                           | WK 2026 kwalificatie                            |                                                 |
| 49                                              | 24 maart 2025                                   | Polen – Malta                                   | 2 – 0                                           | WK 2026 kwalificatie                            |                                                 |
| 50                                              | 6 juni 2025                                     | Polen – Moldavië                                | 2 – 0                                           | Vriendschappelijk                               |                                                 |

Bijgewerkt op 6 augustus 2025.

## Erelijst
| Süper Lig      | 2 | 2023/24, 2024/25 |
| Türkiye Kupası | 1 | 2024/25          |